# Will Rokos
Will Rokos (* 1965 in Hickory Flat, Georgia) ist ein US-amerikanischer Drehbuchautor, Schauspieler und Filmproduzent.

## Karriere
Will Rokos wurde 1965 in Hickory Flat geboren und wuchs dort auf. Er machte seinen Abschluss an der Ohio State University.
Rokos’ Karriere im Filmgeschäft begann im Jahr 1987, als er das erste Mal bei dem Film Galactic Gigolo – Gemüse aus dem All vor der Kamera stand. Sein erstes Drehbuch verfasste er mit Milo Addica für das Filmdrama Monster’s Ball, bei dem er als Darsteller zu sehen ist und als Co-Produzent verantwortlich war. Bei der Oscarverleihung 2002 erhielten Rokos und Addica für ihre künstlerischen Leistungen zum Drehbuch eine Oscar-Nominierung in der Kategorie „Bestes Originaldrehbuch“. Die Auszeichnung ging aber an Julian Fellowes. Bei den Satellite Awards 2001 erhielt die beiden einen Satellite Award in der Kategorie „Bestes Originaldrehbuch“.
Des Weiteren verfasste er Stücke fürs Theater, die in einigen Städten aufgeführt wurden.
Will Rokos lebt mit seiner Frau in der Upper West Side.

## Filmografie (Auswahl)
- 1987: Galactic Gigolo – Gemüse aus dem All (Galactic Gigolo)
- 2001: Monster’s Ball
- 2004: Trespassing
- 2005: Shadowboxer
- 2011: Southland (Fernsehserie)
- 2012–2013: Copper – Justice is brutal (Copper, Fernsehserie)